# BBN Technologies
Bolt, Beranek & Newman (BBN) är ett amerikanskt företag som bland annat forskar inom högteknologiska områden.
Företaget fick 1968 i uppdrag av ARPA att bygga ett datornätverk, vilket blev ARPANET. Efter att ARPANET körts i flera år började ARPA söka efter någon ny förvaltare av nätverket, då ARPA och BBN i huvudsak ägnade sig åt att forska fram nya teknologier men inte tog hand om dem. Med tiden bytte ARPANET namn till Internet.